# Episodi di Profiling (quinta stagione)
La quinta stagione della serie televisiva Profiling, composta da 12 episodi, è stata trasmessa in prima visione assoluta in Francia da TF1 dal 16 ottobre al 4 dicembre 2014.
In Italia la stagione è stata trasmessa in prima visione satellitare da Fox Crime, canale a pagamento della piattaforma Sky, dal 31 ottobre 2014 al 16 gennaio 2015.
| nº | Titolo originale         | Titolo italiano         | Prima TV Francia | Prima TV Italia  |
| -- | ------------------------ | ----------------------- | ---------------- | ---------------- |
| 1  | Un pour tous             | Uno per tutti           | 16 ottobre 2014  | 31 ottobre 2014  |
| 2  | Poupée russe             | La matrioska            | 16 ottobre 2014  | 7 novembre 2014  |
| 3  | Face caméra              | Primo piano con delitto | 23 ottobre 2014  | 14 novembre 2014 |
| 4  | Sur la liste             | I giorni dell'ira       | 23 ottobre 2014  | 21 novembre 2014 |
| 5  | Tempêtes - Partie 1      | La tempesta (1ª parte)  | 30 ottobre 2014  | 28 novembre 2014 |
| 6  | Tempêtes - Partie 2      | La tempesta (2ª parte)  | 30 ottobre 2014  | 5 dicembre 2014  |
| 7  | Les prédateurs           | I predatori             | 13 novembre 2014 | 12 dicembre 2014 |
| 8  | Entre deux               | A metà                  | 13 novembre 2014 | 19 dicembre 2014 |
| 9  | Au nom de mon fils       | Per mio figlio          | 20 novembre 2014 | 26 dicembre 2014 |
| 10 | Jusqu'au bout de la nuit | Notte fonda             | 27 novembre 2014 | 2 gennaio 2015   |
| 11 | Pour toujours            | Per sempre              | 4 dicembre 2014  | 9 gennaio 2015   |
| 12 | A jamais                 | Mai più come prima      | 4 dicembre 2014  | 16 gennaio 2015  |